# Brachyodus trichodes
Brachyodus trichodes là một loài rêu trong họ Seligeriaceae. Loài này được (F. Weber) Nees & Hornsch. mô tả khoa học đầu tiên năm 1831.